# Ibn Zeydoun
Abou al-Walid Ahmad Ibn Zeydoun al-Makhzoumi, né à Cordoue vers 1003 et mort à Séville le 14 avril 1071, connu sous le nom de d’Ibn Zeydoun (en arabe : أبو الوليد أحمد بن زيدون المخزومي), est un célèbre poète arabo-andalou, dont la poésie est dominée par sa relation avec la poétesse Wallada bint al-Mustakfi, la fille du dernier calife omeyyade de Cordoue Muhammed III.

## Biographie
Ibn Zeydoun est né à Cordoue, dans l’un de ses faubourgs verdoyants, appelé El–Rassafa. Il appartient à la vieille tribu arabe de Bani Makhzoum, qui fut l’une des premières tribus arabes à immigrer vers Al-Andalus. Son père est l’un des théologiens célèbres de Cordoue et son grand-père maternel Muhammed Al-Quaïssi, fut Qadi (juge) puis chef de la garde civile de Cordoue.
Ibn Zeydoun a perdu son père à l’âge de 11 ans, et c’est son grand-père qui s’est occupé de son éducation, il a eu dès son jeune âge, du fait de la fortune et la position de sa famille, l’occasion d’être au contact des cercles littéraires et linguistiques les plus élevés de Cordoue. Pendant sa scolarité, il s’est lié d’amitié avec Ibn Jawhar, le futur émir de la Taïfa de Cordoue.
Ibn Zeydoun a grandi dans le contexte de troubles et guerres civiles qui ont marqué le déclin  du califat omeyyade de Cordoue. Il a participé activement à la chute de ce dernier, par ses écrits et ses discours qui avaient une grande influence sur le peuple de Cordoue, il fut un temps emprisonné à cause de son activité politique, puis libéré une fois Jawhar a réussi à chasser les omeyyades du trône, ce dernier le nomma son vizir, où il effectua plusieurs missions diplomatiques auprès des taïfas voisines. Mais très vite, une embrouille entre les deux hommes amène Ibn Zaydun à se réfugier chez Al-Mu`tadid Ibn Abbâd, émir de la puissante taïfa de Séville. Ce dernier l’a accueilli à sa cour où il est devenu son premier conseiller, et quelque temps après, il a réussi grâce à ses talents de diplomate, à accéder au poste de Qatib, le plus haut poste à la cour d’Al-Mu`tadid. Le successeur de ce dernier, son fils Al-Mu`tamid était l’ami et l’élève d’Ibn Zeydoun, et lui-même étant un grand poète, il appréciait particulièrement les talents de son protégé, à qui il témoigna sa confiance et son amitié dans de célèbres vers, après que des conspirateurs ont essayé de semer la discorde entre eux. Ibn Zaydun joua un grand rôle politique dans la conquête  d’Al-Mu`tamid de Cordoue, l’ancienne capitale califale, en 1070. Il a pris l’année suivante la tête d’une armée pour mater la rébellion qui avait éclaté à Séville pendant la présence d’Al-Mu`tamid à Courdoue. Il est mort la même année d’une maladie à l’âge de soixante-huit ans.